# NASASpaceflight
NASASpaceflight (często skrócana do NSF) – amerykańska firma specjalizująca się w publikowaniu artykułów z zakresu lotnictwa i astronautyki. Raporty NASASpaceflight są często przywoływane przez różne serwisy informacyjne takie jak MSNBC, czy The New York Times w kontekście informacji dotyczących lotów kosmicznych.
NASASpaceflight zajmuje się również produkcją filmów oraz transmisji na żywo ze startów rakiet, ze szczególnym naciskiem na placówkę Starbase, rozwijanej przez amerykańską firmę SpaceX, za co została wyróżniona nagrodą przez portal SpaceNews.
Właścicielem firmy NASASpaceflight jest redaktor naczelny Chris Bergin. Treści publikowane przez NASASpaceflight są tworzone przez wieloosobowy zespół reporterów, dziennikarzy, fotografów i operatorów kamer pochodzących ze Stanów Zjednoczonych oraz kilku innych krajów.
NASASpaceflight prowadzi także stronę internetową Next Spaceflight, która pozwala na aktualnie śledzenie lotów kosmicznych.